# Ёртом (сельское поселение)
Ёртом — упразднённые административно-территориальная единица (административная территория село с подчинённой ему территорией) и муниципальное образование (сельское поселение с полным официальным наименованием муниципальное образование сельского поселения «Ёртом») в составе муниципального района Удорского в Республике Коми Российской Федерации.
Административный центр — село Ёртом.

## История
Статус и границы административной территории были установлены Законом Республики Коми от 6 марта 2006 года № 13-РЗ «Об административно-территориальном устройстве Республики Коми».
Статус и границы сельского поселения были установлены Законом Республики Коми от 5 марта 2005 года № 11-РЗ «О территориальной организации местного самоуправления в Республике Коми»
Законом Республики Коми от 28 апреля 2017 года № 40-РЗ были объединены городское поселение «Благоево» и сельское поселение «Ёртом» в городское поселение «Благоево».

## Население
| 2010 | 2011 | 2012 | 2013 | 2014 | 2015 | 2016 |
| ---- | ---- | ---- | ---- | ---- | ---- | ---- |
| 304  | ↘302 | ↗314 | ↘313 | ↘288 | ↘270 | ↘253 |
| 2017 |      |      |      |      |      |      |
| ↘248 |      |      |      |      |      |      |

## Состав
Состав административной территории и сельского поселения:
| № | Населённый пункт | Тип населённого пункта       | Население |
| - | ---------------- | ---------------------------- | --------- |
| 1 | Ёртом            | село, административный центр | 244       |
| 2 | Лязюв            | деревня                      | 9         |
| 3 | Устьево          | деревня                      | 26        |
| 4 | Шиляево          | деревня                      | 18        |
| 5 | Ыб               | деревня                      | 7         |